# 约翰·米尔恩·布拉姆威尔
约翰·米尔恩·布拉姆威尔（1852年5月11日—1925年1月16日），苏格兰医生，外科医生和专科医学催眠师。他出生于珀斯，在爱丁堡大学受过教育。

## 家庭
珀斯皇家医院和埃莉诺·布拉姆韦尔首席咨询外科医生詹姆斯·帕顿·布拉姆韦（1824-1890）的第四个孩子并且是最小的儿子，约翰·米尔恩·布拉姆威尔（John Milne Bramwell）出生于1852年5月11日在苏格兰的珀斯.
他的一个妹妹伊丽莎白·艾达·布拉姆韦尔（Elizabeth Ida Bramwell）（1858-1940）在加拿大成名，名叫道格拉斯 - 弗恩.
第二妹妹埃莉诺·奥利弗·布拉姆韦尔（Eleanor Oliver Bramwell，1861-1923）与弗兰克·波德莫尔（1855-1910），心理研究员，精神研究学会成员，法布里社会创始成员结婚
他与玛丽·哈里特·雷诺兹在1875年7月6日，于东德威奇的圣约翰福音教会结婚,玛丽·哈里特·雷诺（约1851–27 1913年5月27日）——查尔斯·谢泼德·雷诺兹上校（1818–1853年）的长女，原属孟加拉土著步兵团，阿萨姆省助理专员
约翰·米尔恩·布拉姆威尔有两个孩子：玛丽·埃莉诺·奥利弗·布拉姆韦尔和艾尔西·多萝西·康斯特，布拉姆韦尔。
约翰·米尔恩·布拉姆威于1925年1月16日在 Ospedaletti, Italy酒店死亡.

## 教育
在珀斯文法学校和爱丁堡大学接受教育，他1873年毕业于爱丁堡大学 获得(Medicinae Baccalaureus学位

## 医疗实践
约翰·米尔恩·布拉姆威尔从爱丁堡大学毕业生时，利物浦，巴西和河牌蒸汽船公司任命他为外科医生。在他工作的那一年，他三次返回巴西
然后，他曾在 Perth City and County Infirmary, 短时间担任助理外科医生，后来与马尔科姆·莫里斯（Malcolm Morris）（1847-1924），FRCS（爱丁堡）合作，前往Goole in Yorkshire, 与皮肤科医生马尔科姆·莫里斯爵士 KCVO 在 St Mary's Hospital, London从事全科医生工作
最后约翰·米尔恩·布拉姆威尔继续在戈尔执业十六年，直到他的兴奋和催眠技巧在1892年11月发表后，他才回到伦敦，在那里他成为一位备受尊敬的医学催眠专家。.

## 詹姆斯·布雷德（James Braid）的启发者和帮助者
约翰·米尔恩·布拉姆威尔（Bramwell）本身就是一位有才华的专业医学催眠师和催眠术医师，深入研究了詹姆斯·布雷德（James Braid）的催眠术的作品，并帮助恢复和保持了詹姆斯·布雷德在英国的遗产。
约翰·米尔恩·布拉姆威尔曾在爱丁堡大学学习，就像詹姆斯·布雷德的孙子查尔斯一样。因此，由于他在爱丁堡研究，他非常熟悉詹姆斯·布雷德和他的工作; 更重要的是，他通过查尔斯·布雷德（Charles Braid）访问了Braid家族仍然持有的詹姆斯·布雷德的出版物，记录，文件等。他也许是第二个熟悉Braid和他的作品的人。
1896年，约翰·米尔恩·布拉姆威尔（Bramwell）指出， “詹姆斯·布雷德对所有催眠学生都很熟悉，但很少被他们所提及，没有给予他在愚昧和迷信中拯救科学方面所起的重要作用。他发现，几乎所有的催眠学生都对詹姆斯·布雷德“抱有很多错误的意见”，“最近的调查人员的研究”反驳了这些错误的观点“。
除了，发现神经病学以外，几乎没有人知道詹姆斯·布雷德的作品，或者神经学只是催眠术的漫长系列之一，后来他的观点完全改变了”，约翰·米尔恩·布拉姆威尔深信，从“不了解他的着作”中这种无知中吸取教训，进一步增加了“普遍接受的意见”; 那就是詹姆斯·布雷德是英国人，“相信phㄧology”。
错误的观点认为，詹姆斯·布雷德什么都不知道，而且在20世纪80年代晚期，南希“建议”学校开始提出了全面的“历史” - 由希波利特·伯恩海姆（Hippolyte Bernheim）广泛推广：
詹姆斯·布雷德和南希学校之间的差异，在建议方面，完全是理论而不是实践之一。詹姆斯·布雷德在催眠中使用口头建议，就像南希学校的任何成员一样。
伯恩海姆否认了这个事实，伯恩海姆说：“詹姆斯·布雷德没有想到以最自然形式来应用建议 - 讲话的建议 - 带来催眠及其治疗效果，他并不是不想通过心理影响来催眠，只是没有意识到使用建议。“
这个说法是唯一的起源于[Bernheim's]对詹姆斯·布雷德后期着作的无知
[不像伯尔尼海姆，詹姆斯·布雷德]没有把[口头]的建议视为催眠现象的解释，但是......他把它简单地看作是为了激发这些现象而使用的技巧。
詹姆斯·布雷德认为，精神现象能通过身体变化而变得可能; 并且，由于这些，操作者能够像工程师一样行事，并指导主体本身存在的力量。
在1897年，约翰·米尔恩·布拉姆威尔写了詹姆斯·布雷德的一个重要的法语催眠期刊
他还写了另一本关于催眠和建议的杂志，强调了Braid及其工作的重要性（“ La Valeur Therapeutique de l'Hypnotisme et de la Suggestion ”）。
伯纳姆在对约翰·米尔恩·布拉姆威尔的文章的回应中重复了他完全错误的观点，即詹姆斯·布雷德什么都不知道（“ ”詹姆斯·布赖德博士，布莱克韦尔博士等人的建议 “）。布拉姆威尔的回应（” 詹姆斯·布雷德建议等）对伯恩海姆的失实陈述是强调的：
“我回答（伯恩海姆），从詹姆斯·布雷德出版的作品中引用了这些报导，这清楚地表明，他不仅像南希学派的成员一样聪明地采用了建议，而且也认为他对自然的观念比他们更清楚。”

## 刊物
Bramwell's publications include:  
- Successful Treatment of Dipsomania, Insomnia, etc., and Various Diseases by Hypnotic Suggestion (1890–92)
- Hypnotic Anæsthesia (1896)
- On the Appreciation of Time by Somnambules (1896)
- Bramwell, J.M., "James Braid: His Work and Writings", Proceedings of the Society for Psychical Research, Vol.12, Supplement, (1896), pp. 127–166.
- Bramwell, J.M., "Personally Observed Hypnotic Phenomena", Proceedings of the Society for Psychical Research, Vol.12, Supplement, (1896), pp. 176–203.
- Bramwell, J.M., "James Braid: Surgeon and Hypnotist", Brain, Vol.19, No.1, (1896), pp.90-116. （页面存档备份，存于）
- Bramwell, J.M., "On the Evolution of Hypnotic Theory", Brain, Vol.19, No.4, (1896), pp.459-568. （页面存档备份，存于）
- Suggestion: Its Place in Medicine and Scientific Research (1897)
- Bramwell, M., "James Braid: son œuvre et ses écrits [James Braid: His Work and Writings]", Revue de l'Hypnotisme Expérimentale & Thérapeutique, Vol.12, No.1, (July 1897), pp.27-30; No.2, (August 1897), pp.60-63; (September 1897), pp.87-91.
- Bramwell, M., "La Valeur Therapeutique de l'Hypnotisme et de la Suggestion [The Therapeutic Value of Hypnotism and Suggestion]", Revue de l'Hypnotisme Revue de l'Hypnotisme, Vol.12, No.5, (November 1897), pp.129-137.
- Bramwell, J.M., "James Braid et la Suggestion: Réponse à M. le Professeur Bernheim (de Nancy) par M. le Dr. Milne-Bramwell (de Londres) [James Braid and Suggestion: A Response to Professor Bernheim (of Nancy) from Dr. Milne-Bramwell (of London)]", Revue de l'Hypnotisme Expérimentale & Thérapeutique, Vol.12, No.12, (June 1898), pp.353-361.
- Bramwell, J.M., Hypnotic and Post-hypnotic Appreciation of Time: Secondary and Multiplex Personalities, Brain, Vol.23, No.2, (1900), pp.161-238. （页面存档备份，存于）
- Bramwell, J.M., "Hypnotism: An Outline Sketch – Being a Lecture delivered before the King's College Medical Society", The Clinical Journal, Vol.20, No.3, (Wednesday, 7 May 1902), pp.41-45; No.4, (Wednesday, 14 May 1902), pp.60-64.
- Bramwell, J.M., Hypnotism: Its History, Practice and Theory, Grant Richards, (London), 1903.
- Bramwell, J.M., Hypnotism: Its History, Practice and Theory (Second Edition), De La More Press, (London), 1906.
- Hypnotism and Treatment by Suggestion (1910)
- Bramwell, J.M., Hypnotism: Its History, Practice and Theory (Third Edition), William Rider & Son, (London), 1913.